# Ambrolaouri
 (janvier 2016).
Si vous disposez d'ouvrages ou d'articles de référence ou si vous connaissez des sites web de qualité traitant du thème abordé ici, merci de compléter l'article en donnant les références utiles à sa vérifiabilité et en les liant à la section « Notes et références ».
Ambrolaouri ou Ambrolauri (en géorgien : ამბროლაური) est une ville dans l'ouest de la Géorgie et capitale de la région de Ratcha-Letchkhoumie et Basse Svanétie. Ambrolaouri est aussi capitale du district du même nom. Au recensement de 2014, Ambrolaouri comptait 2047 habitants.

## Géographie
Le territoire de la municipalité d’Ambrolaouri s’étend sur 1 142 km², à une altitude moyenne de 500m. Les hivers y sont assez rigoureux, les étés longs et doux, avec une température moyenne annuelle de 8 °C - 9 °C et une humidité moyenne de 76 %. Les ressources en eau sont abondantes, avec le Rioni et ses affluents, mais aussi le lac de retenue de Chaori. Plus de 50 % du territoire communal est couvert de forêts, principalement de feuillus.
Le territoire municipal englobe la ville d'Ambrolaouri, située sur la rive gauche du Rioni, au confluent avec la rivière Krikhoula, et soixante-neuf villages. L’ensemble comptait 2047 habitants en 2014. La ville se trouve à 280 km de la capitale Tbilissi.

## Histoire
Ambrolaouri est connue depuis le XVIIe siècle, époque où elle était l'une des résidences d'été des rois d’Iméréthie. En 1769, elle fut attribuée par le roi Salomon Ier d'Iméréthie au prince Zourab Matchabéli, qui y fit ériger une tour, toujours appelée « la tour de Matchabéli ».
Après l’annexion russe en 1810, Ambrolaouri fut rattachée au gouvernement de Koutaïssi. Durant la période soviétique, elle obtint d’abord le statut de commune urbaine, puis en 1966 celui de ville.
Elle a été fortement endommagée par un tremblement de terre le 29 avril 1991 (de force 7 sur l’échelle de Richter) mais reconstruite depuis.
Centre administratif de la région de Ratcha-Letchkhoumie et Basse Svanétie, Ambrolaouri est aussi le siège de l’éparchie de Nikortsminda.

## Économie
À l’époque soviétique, Ambrolaouri abritait des industries extractives (arsenic), des conserveries et quelques industries légères. De nos jours, c'est le secteur de la construction, revivifié par le plan de développement régional mis en place par le gouvernement géorgien, qui est le plus dynamique.
L’agriculture reste cependant la principale activité économique locale : viticulture, arboriculture, céréaliculture, apiculture, élevage. La production de vin résulte d'une longue tradition et s’appuie sur de nombreux cépages endémiques. Durement frappée par l’embargo russe sur les vins géorgiens en 2007, la production vinicole s’est réorientée vers le marché intérieur et les exportations vers les pays européens, mais avec des volumes moindres.
Un aérodrome existe à proximité.

## Centres d’intérêt touristique
L'un des principaux centres d'intérêt à proximité d’Ambrolaouri est la cathédrale de Nikortsminda.
En ville, on peut voir les restes du palais royal du XVIIe et d’une tour de défense et visiter un musée des Beaux-Arts. Ambrolaouri possède aussi un théâtre.
Le lac artificiel de Chaori, bordé de forêts, se trouve également sur le territoire d’Ambrolaouri.

## Sources
- (en) Cet article est partiellement ou en totalité issu de l’article de Wikipédia en anglais intitulé « Ambrolauri » (voir la liste des auteurs).

- (de) Cet article est partiellement ou en totalité issu de l’article de Wikipédia en allemand intitulé « Ambrolauri » (voir la liste des auteurs).

- (ka) Cet article est partiellement ou en totalité issu de l’article de Wikipédia en géorgien intitulé « ამბროლაური » (voir la liste des auteurs).
- (ka) « ამბროლაური Ambrolaouri », sur ამბროლაურის მუნიციპალიტეტი ambrolaouris municipaliteti (consulté le 5 juin 2014); Site officiel de la municipalité d'Ambrolaouri. Source principale des informations utilisées dans les paragraphes Géographie et Économie de cet article.
- (ru) « Амбролаури », sur БСЭ Большая советская Энсиклопедия Grande Encyclopédie Soviétique, sur Yandex (consulté le 5 juin 2014)